# 趣味悠々
『趣味悠々』（しゅみゆうゆう）は、1997年4月7日から2010年3月25日までNHK教育テレビジョンで放送された教養番組。字幕放送実施。

## 概要
それまでNHK教育テレビジョンで放送されていた『技能講座』（1959年1月 - 1979年度）、『趣味・技能講座』（1980年度）、『趣味講座』（1981年度 - 1989年度）、『趣味百科』（1990年度 - 1996年度）の跡を引き継ぐ形でスタートした帯番組で、工芸・パソコン・茶道・スポーツなどあらゆるジャンルの趣味について取り上げ、それらを視聴者に基礎から実践に至るまで分かりやすく解説していた。番組は週4日間の放送で、特集ジャンルごとに個別の「講座」を組み、それらを曜日ごとに放送するというスタイルを取っていた。
番組終了後の2010年度 - 2011年度には、ジャンル別に単独番組化された教養番組群が曜日ごとに放送されていた。また、それらの番組のテキストが『趣味工房シリーズ』としてNHK出版から発行されている。2012年度からは、『趣味Do楽』と題して再編された。

## 放送時間

### 趣味悠々
- NHK教育テレビジョン
  - 初回放送：月曜日 - 木曜日 22:00 - 22:24
  - 再放送：（翌週）月曜日 - 木曜日 12:00 - 12:24

※2003年度までは夜に初回放送を行い、昼に再放送を行っていた。2004年度からは夜と昼の扱いが入れ替わっていたが、同年度9月以降の新シリーズからは再び夜が初回放送、昼が再放送となっていた（変更の際には、前シリーズの最終回が3回放送された）。

### 趣味悠々選
- NHK総合テレビジョン 水曜日 10:05 - 10:29、10:29 - 10:53 （年末年始、祝日、国会中継、高校野球の開催日は休止）
  - 『生活ほっとモーニング』の10時台のパートが2005年9月30日で打ち切りとなったため、それに代わる番組として、過去に放送された同番組で好評を得たテーマを選んで再構成している。
  - 2005年10月からは月曜日から金曜日までの10:30から1回ずつ放送されていたが、2009年4月からは水曜日に2回分まとめて放送されるようになった。
  - 2010年度の4番組への移行後は、月曜日から金曜日までの10:30から放送の『歌うコンシェルジュ』の中で不定期に紹介されている[1]。

## 番組の内容
- シリーズは基本的に2、3か月間（茶道関係は1か月シリーズになることもある）をワンセットにしている。また、番組連動テキストがNHK出版から発売されている。

### 曜日ごとのセクション
- 月曜：茶道・絵画などの文化もの
- 火曜：インターネット、パソコンなどのニューメディア
- 水曜：娯楽・音楽や手工芸
- 木曜：スポーツ
- 関連番組：『ETVライブラリー』（木曜 - 土曜の深夜に随時アンコール放送）

## 講座一覧
ウィキペディア内に記事のある分を列記する。
- 中高年のための登山学〜日本百名山をめざす（1997年7月 - 9月）
- リチャード・クレイダーマンのピアノレッスン（1998年1月8日 - 4月2日）
- 中高年のための登山学〜日本百名山をめざすII（1998年9月 - 11月）
- レッツ!ファミリーボウリング（1999年12月 - 2000年1月）
- 1から始める梅沢由香里の碁（2004年4月 - 6月）
- 中高年のためのらくらくツーリング入門（2004年7月 - 8月）
- 大正琴で弾く（2006年2月 - 3月）
- 西村由紀江のやさしいピアノレッスン 世界の名曲を弾いてみよう（2006年6月 - 8月）
- ようこそ!鉄道模型の世界へ〜レイアウト製作入門〜（2007年2月 - 3月）
- デジタル一眼レフ風景撮影術入門（2007年4月 - 5月）
- 茶の湯 表千家 京に楽しむ夏の茶（2007年7月 - 8月）
- 山で元気に!田部井淳子の登山入門（2009年7月 - 9月）
- 筆で味わう雅の世界 小倉百人一首を書こう（2009年11月 - 2010年1月）

## テーマ音楽
- 「黄昏のRoute134」(風ノヲト)